# Dolmen du Val d'Avril
Le dolmen du Val d'Avril, appelé aussi Plat à Gargantua ou dolmen de la Fontaine Plate, est situé à Tripleville  dans le département de Loir-et-Cher.

## Protection
L'édifice est classé au titre des monuments historiques par la liste de 1889 où il est mentionné par erreur comme polissoir.

## Description
Le dolmen comporte une chambre rectangulaire (3,70 m de long sur 2,70 m de large) orientée est/ouest qui ouvre à l'est. Elle est délimitée par une dalle de chevet à l'ouest, une orthostate au sud et deux au nord. Un muret de pierres sèches (1,50 m de long sur 1 m de large) double côté intérieur la plus petite des deux orthostates du côté nord. D'une hauteur de 1 m, il soutient la table de couverture de forme sub-trapézoïdale de (2,70 m de long sur 1,80 m de large) encore en place. Une seconde table existait probablement à l'origine côté entrée.
| Dalle                                                         | Longueur | Largeur |
| ------------------------------------------------------------- | -------- | ------- |
| Chevet                                                        | 2,60 m   | 0,60 m  |
| Orthostate sud                                                | 4 m      | 0,70 m  |
| Orthostate nord                                               | 1,10 m   | 0,50 m  |
| Orthostate nord                                               | 2,25 m   | 0,85 m  |
| Données : Inventaire des mégalithes de France, 3-Loir-et-Cher |          |         |

Quelques blocs supplémentaires à l'est de l'édifice pourraient correspondre aux vestiges d'un portique. Toutes les dalles sont en calcaire de Beauce. Elles ont été transportées sur place depuis un coteau distant d'environ 40 m.
Le dolmen aurait été fouillé clandestinement en 1967, jusqu'à 1,50 m de profondeur, entraînant l’écroulement d'une dalle qui aurait pu cloisonner l'intérieur de la chambre. Des ossements humains, dont des crânes, auraient été découvert à cette occasion.

## Folklore
Le dolmen fait partie d'un groupe de trois mégalithes associée à la légende du géant Gargantua. Le géant, assis sur le clocher de Tripleville, un pied sur celui d'Ouzouer-le-Marché et l'autre sur celui de Verdes, jouait au bouchon : la Drue à Gargantua qui correspond à sa quille et son palet sont distants d'environ 800 m plus à l'est ; le dolmen du Val d'Avril correspondant lui à l'endroit où il chauffait sa soupe, d'où son surnom de Plat à Gargantua.